# 유진 팔렛

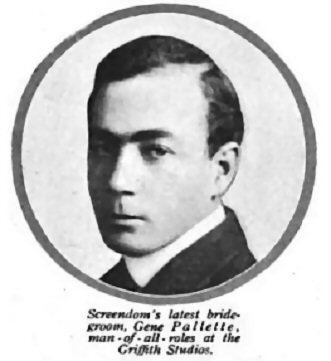

유진 팰렛(Eugene William Pallette, 1889년 7월 8일 ~ 1954년 9월 3일)는 미국의 연극 배우, 영화배우이다.
로스앤젤레스에서 사망하였다. 사인은 후두암이다.

## 영화
- 인 더 민타임, 다링 (1944년)
- 스텝 라이브리 (1944년)
- 센세이션스 오브 1945 (1944년)
- 핀 업 걸 (1944년)
- 천국은 기다려준다 (1943년)
- 갱스 올 히어 (1943년)
- 운명의 향연 (1942년)
- 늪지의 물 (1941년)
- 레이디 이브 (1941년)
- 히 스테이드 포 브렉패스트 (1940년)
- 이츠 어 데이트 (1940년)
- 쾌걸 조로 (1940년)
- 젊은 톰 에디슨 (1940년)
- 퍼스트 러브 (1939년)
- 스미스씨 워싱톤 가다 (1939년) - 칙 맥간 역
- 로빈 훗의 모험 (1938년)
- 오케스트라의 소녀 (1937년)
- 토퍼 (1937년)
- 스토우어웨이 (1936년)
- 마이 맨 갓프리 (1936년)
- 굽이도는 증기선 (1935년)
- 유령은 서쪽으로 간다 (1935년)
- 헬 빌로우 (1933년)
- 상하이 익스프레스 (1932년)
- 허클베리 핀 (1931년)
- 파라마운트 온 퍼레이드 (1930년)
- 레츠 고 네이티브 (1930년)
- 플로우 스루 (1930년) - J.C. 역
- 포인트 힐스 (1929년)
- 러브 퍼레이드 (1929년)
- 노스 오브 허드슨 베이 (1923년)
- 십계 (1923년)
- 무인지대 (1918년)
- 타잔 - 엘모 린콘 편 1 (1918년)
- 인톨러런스 (1916년)